# Masked Wolf
Harry Michael, dit Masked Wolf, est un rappeur australien originaire de Sydney. Il est surtout connu pour son titre Astronaut in the Ocean ayant atteint le top 10 du Billboard Hot 100 et des charts australiens en 2021 bien qu'ayant été initialement sorti en juin 2019. En septembre 2021 il sort son premier album intitulé Astronomical avec notamment les titres Razor's Edge et Astronaut in the Ocean

## Jeunesse
Dans une interview accordé à Pilerats en 2019, Masked Wolf déclare : « J'ai toujours été intéressé par la musique et quand j'étais jeune, mon exutoire musical jouait en fait d'instruments comme le piano, le clavier, la guitare et la batterie ». Il est un grand fan de hip-hop américain. Il a commencé à écrire à l'âge de 13 ans.

## Carrière
Michael a signé chez Teamwrk Records et a sorti son premier single Speed Racer en décembre 2018,. Toutes ses sorties ultérieures étaient sur le label, jusqu'en 2021, date à laquelle Astronaut in the Ocean a été réédité. 
Le 28 janvier 2021, Michael a signé avec le label américain Elektra Records, propriété de Warner Music Group, dans le cadre d'un contrat multi-albums. Elektra représente la musique de Michael dans toutes les régions sauf en Australie et en Nouvelle-Zélande, où il continue d'être représenté par Teamwrk Records. Dans une déclaration, Michael a déclaré: Je suis tellement heureux de faire partie de la famille Elektra, je suis vraiment ravi de pouvoir avoir l'opportunité pour le monde d'entendre ma musique … non seulement ils développent des artistes , mais ils se soucient de chaque chanson et c'est pourquoi je voulais les rejoindre.
Le 4 juin 2021, Michael sort le single Gravity Glidin. Gravity Glidin a fait ses débuts et a culminé au numéro 40 sur le NZ Hot Singles Chart la semaine suivante.

## Discographie

### Singles
- 2018 : Speed Racer
- 2019 : Vibin
- 2019 : Numb
- 2019 : Astronaut in the Ocean
- 2019 : Evil on the Inside
- 2020 : Switch
- 2020 : Night Rider
- 2020 : Star
- 2020 : Water Walkin
- 2021 : Gravity Glidin

### Albums
- 2021 : Astronomical